# Varronia steyermarkii
Varronia steyermarkii är en strävbladig växtart som först beskrevs av Gaviria, och fick sitt nu gällande namn av J.S.Mill. Varronia steyermarkii ingår i släktet Varronia och familjen strävbladiga växter. Inga underarter finns listade i Catalogue of Life.